# Attacken i Kongsberg 2021
Attacken i Kongsberg 2021 skedde den 13 oktober 2021 i Kongsberg i Norge, då en man attackerade slumpvisa personer beväpnad med stickvapen och pilbåge. Fem personer, fyra kvinnor och en man, dödades i attackerna samtliga med stickvapen. Ytterligare minst tre personer skadades, däribland en polisman som var ledig och civilklädd.
Klockan 18.13 fick polisen larm om att en man gick runt i Kongsbergs centrum med vapen; larmet handlade om att han var beväpnad med pilbåge. Klockan 18.17 beskrev polisen det som PLIVO (pågående livshotande våld). Gärningsmannen gick till attack bland annat inne i en Coop Extra-butik. En person kunde gripas av polisen klockan 18:47. Det är en 37-årig man, Espen Andersen Bråthen. Hans mor är danska och han har danskt medborgarskap men är uppvuxen i Norge. Han var känd av både säkerhetspolisen och polisen efter att bland annat ha hotat sina föräldrar. I en video på sociala medier uttalat sig hotfullt och berättat att han är muslim, utan att formellt konverterat till islam eller på andra sätt anammat muslimska traditioner.
Några timmar efter händelsen sände Politidirektoratet ut en nationell order om temporär polisbeväpning. Norges statsminister Erna Solberg och justitieministern Monica Mæland höll en presskonferens om händelsen samma kväll.
Den norska polisens säkerhetstjänst inledde omedelbart en undersökning om händelsen hade ett samband med terrorism. Huvudhypotesen blev tidigt att våldsdådet framförallt var kopplat till psykisk ohälsa eftersom han levt isolerat och det inte framkommit att han haft kontakter med några andra om dådet. Gärningsmannen dömdes i juni 2022 till rättspyskiatrisk vård. Utredningen visade att han led av paranoid schizofreni och att han var otillräknelig vid dådet. 